# Rheinischer Fächer
Der Rheinische Fächer ist das linguistische Übergangsgebiet vom Niederfränkischen über das Ripuarische und Moselfränkische zum Rheinfränkischen. Er erstreckt sich von Nord nach Süd von Uerdingen, Düsseldorf-Benrath, Köln, Bonn, Bad Honnef, Linz, Bad Hönningen, Koblenz und St. Goar nach Speyer und deckt das Gebiet des deutschen Niederrheins, der Kölner Bucht, der Eifel, des Westerwaldes und des Hunsrücks ab.
In diesem Bereich wurde die Zweite (deutsche) Lautverschiebung nur teilweise durchgeführt. Die ripuarischen und südlich davon gesprochenen Mundarten im Bereich des Rheinischen Fächers werden weitestgehend zum Mitteldeutschen gezählt. Je nördlicher eine Mundart im Rheinischen Fächer liegt, desto mehr ähnelt sie dem Niederdeutschen oder dem Niederfränkischen. Als Sprachgrenze zum Westfälischen gilt die Einheitsplurallinie, die nördlichste Linie des Rheinischen Fächers.

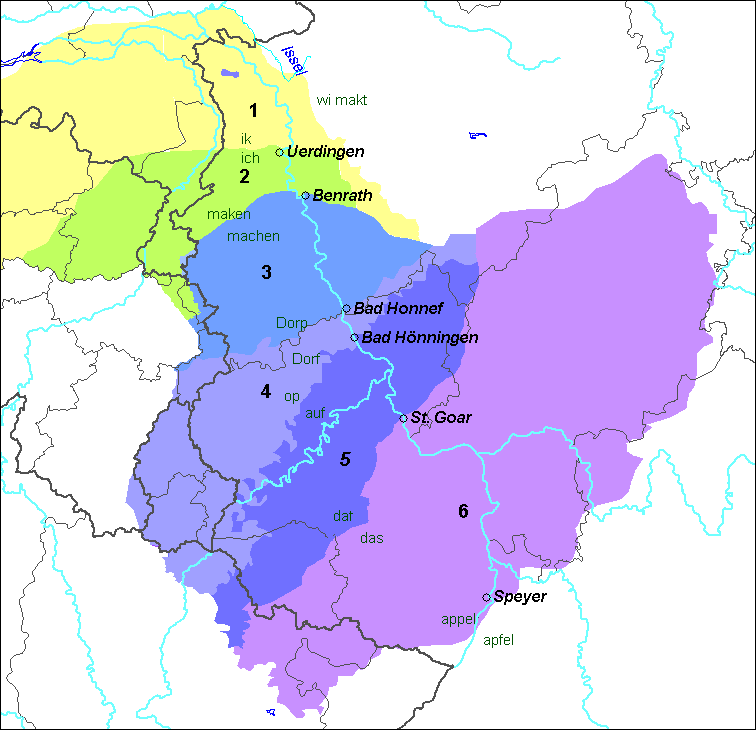
Der Rheinische Fächer
Niederfränkisch:
1: Nordniederfränkisch
2: Südniederfränkisch
Westmitteldeutsch:
3: Ripuarisch
4: nördliches Moselfränkisch
5: südliches Moselfränkisch
6: Rheinfränkisch

| Isoglosse                                                                                              | Nördlich                                                       | Südlich                                                        |
| Nordniederfränkisch (Brabantisch, Kleverländisch, Ostbergisch)                                         | Nordniederfränkisch (Brabantisch, Kleverländisch, Ostbergisch) | Nordniederfränkisch (Brabantisch, Kleverländisch, Ostbergisch) |
| --- | -------------------------------------------------------------- | -------------------------------------------------------------- |
| Uerdinger Linie Niederfränkisch/Mitteldeutsch-Grenze (ungenau)                                         | ik                                                             | ich                                                            |
| Südniederfränkisch (Limburgisch)                                                                       |                                                                |                                                                |
| Benrather Linie                                                                                        | maken                                                          | machen                                                         |
| Ripuarisch (Kölsch, Bönnsch, Öcher Platt, Eischwiele Platt, Dürener Platt, Hommersch, Kerkrader Platt) |                                                                |                                                                |
| Bad Honnefer Linie (in etwa Landesgrenze NRW/RP) Eifel-Schranke                                        | Dorp                                                           | Dorf                                                           |
| nördliches Moselfränkisch (Luxemburgisch, nördliches Siegerländer Platt)                               |                                                                |                                                                |
| Linzer Linie                                                                                           | tëschen, tëscht                                                | zwëschen, zwëscht ‚zwischen‘                                   |
| Bad Hönninger Linie Vinxtbach-Linie                                                                    | op                                                             | of ‚auf‘                                                       |
| südliches Moselfränkisch (Koblenzer Platt, südliches Siegerländer Platt, Wäller Platt)                 |                                                                |                                                                |
| Bopparder Linie                                                                                        | Korf                                                           | Korb                                                           |
| Sankt Goarer Linie Hunsrück-Schranke, dat-das-Linie                                                    | dat                                                            | das                                                            |
| Rheinfränkisch (Pfälzisch, Rheinhessisch, Hessisch)                                                    |                                                                |                                                                |
| Speyerer Linie/Germersheimer Linie Mittel-/Oberdeutsch-Grenze                                          | Appel, Pund                                                    | Apfel, Pfund                                                   |
| Karlsruher Linie Mittel-/Oberdeutsch-Grenze (veraltet)                                                 | euch, mähe                                                     | enk, mähet                                                     |
| Oberdeutsche Sprachen                                                                                  |                                                                |                                                                |

## Übersicht
| Ursprünglich        | Verschoben             | Niederländisch | Mittelfränkisch | Rheinfränkisch | Südrheinfränkisch | Ostfränkisch | Bairisch | Alemannisch |
| ------------------- | ---------------------- | -------------- | --------------- | -------------- | ----------------- | ------------ | -------- | ----------- |
| [t]- ndl. tijd      | [t͡s]- dt. Zeit         | nein           | ja              | ja             | ja                | ja           | ja       | ja          |
| -[t](-) ndl. zetten | -[t͡s](-) dt. setzen    | nein           | ja              | ja             | ja                | ja           | ja       | ja          |
| +[t] ndl. hart      | +[t͡s] dt. Herz         | nein           | ja              | ja             | ja                | ja           | ja       | ja          |
| -[t]- ndl. heten    | -[s]- dt. heißen       | nein           | ja              | ja             | ja                | ja           | ja       | ja          |
| -[t] ndl. voet      | -[⁠s⁠] dt. Fuß           | nein           | teils           | ja             | ja                | ja           | ja       | ja          |
| [p]- ndl. pad       | [⁠pf⁠]- dt. Pfad         | nein           | nein            | nein           | nein              | ja           | ja       | ja          |
| -[p]- ndl. dapper   | -[pf⁠]- dt. tapfer      | nein           | nein            | nein           | ja                | ja           | ja       | ja          |
| [mp] ndl. romp      | [⁠mf] dt. Rumpf         | nein           | nein            | nein           | ja                | ja           | ja       | ja          |
| [lp] ndl. hulp      | [⁠lf] dt. Hilfe         | nein           | nein            | teils          | ja                | ja           | ja       | ja          |
| [rp] ndl. harp      | [⁠rf] dt. Harfe         | nein           | nein            | teils          | ja                | ja           | ja       | ja          |
| [k] ndl. bakken     | [⁠kx⁠]/[x] baier. bacha  | nein           | nein            | nein           | nein              | nein         | ja       | ja          |
| +[k] ndl. zwak      | +[⁠kx⁠]/+[x] dt. schwach | nein           | nein            | nein           | nein              | nein         | ja       | ja          |
| -[k](-) ndl. maken  | -[x](-) dt. machen     | nein           | ja              | ja             | ja                | ja           | ja       | ja          |